# Ricardo Christiano Ribeiro
 Ricardo Christiano Ribeiro  (Ribeirão Preto, 17 de julho de 1940 — Ribeirão Preto, 19 de junho de 2020) foi um advogado e político brasileiro. Foi presidente do Botafogo Futebol Clube de Ribeirão Preto entre 1972 e 1973 e entre 1997 e 2001, da Associação de Ensino de Ribeirão (AERP), mantenedora da Unaerp e deputado federal pelo Partido Trabalhista Brasileiro (PTB), na legislatura de 1983 a 1987, tendo participado ativamente na Campanha das Diretas Já, votando a favor da Emenda Dante de Oliveira que propunha restaurar eleições diretas no Brasil já a partir de 1984. Não tendo sido aprovada a emenda, o deputado votou, na eleição indireta, no candidato oposicionista ao regime militar, Tancredo Neves.
Após deixar a política, Ricardo Ribeiro dedicou-se a atividades profissionais em Ribeirão Preto e ao Botafogo, seu clube do coração, do qual foi presidente de 1997 a 2000, atuando intensamente na agremiação até recentemente.

## Biografia
Nascido em 17 de julho de 1940, era casado com Ana Maria De Gaspari, com quem deixa dois enteados. Deixa também cinco filhas – Christiana, Priscilla, Alicia, Carolina e Lara – dez netos e uma bisneta de seu casamento com a reitora da Unaerp, professora Elmara Lucia de Oliveira Bonini.[carece de fontes?]

## Morte
Morreu em Ribeirão Preto em 19 de junho de 2020, aos 79 anos.